# Tấn công hóa học Khan Shaykhun 2017
Vào ngày 4 tháng 4 năm 2017, thành phố Khan Shaykhun nằm dưới quyền kiểm soát của Tahrir al-Sham (một nhánh al-Qaeda ở Syria, trước đây có tên là mặt trận al-Nusra Front) , tại tỉnh Idlib của Syria bị tấn công bởi một cuộc không kích nặng nề. Theo cơ quan y tế Idlib, việc phóng thích khí độc, có thể là sarin, đã làm 58 người thiệt mạng và hơn 300 người bị thương, Nếu được xác nhận, cuộc tấn công trở thành việc sử dụng vũ khí hóa học nguy hiểm nhất trong cuộc nội chiến Syria kể từ cuộc tấn công hóa học Ghouta vào năm 2013.
Tổng thống Hoa Kỳ, Donald Trump, cũng như Bộ trưởng Ngoại giao Anh, Boris Johnson, Pháp và EU  đổ lỗi cho các lực lượng của Tổng thống Syria Bashar al-Assad và đồng minh Nga của ông ta. Nga cho là, những người chết là do kết quả của hơi độc tỏa ra khi vụ thả bom của chính quyền Syria đánh trúng một xưởng chế tạo vũ khí hóa học.

## Cuộc tấn công trước đó
Trên 30 tháng 3 năm 2017, một cuộc không kích trúng thị trấn al-Lataminah ở phía bắc Hama Governorate, khoảng 15 km (9 dặm) từ Khan Shaykhun. Hơn 70 người trong vùng tiếp xúc với chất hoá học không xác định và cho thấy các triệu chứng buồn nôn, kích động, sặc bọt, co thắt cơ và thu hẹp đồng tử (miosis). Tim của hai trong số các nạn nhân ngừng đập và một bác sĩ chỉnh hình đã chết.

## Vụ tấn công năm 2017

Vị trí cuộc tấn công được đánh dấu bởi vòng tròn nở. Bản đồ hiển thị tiền tuyến tại thời điểm cuộc tấn công.

Khí clo thường giết chết chỉ một vài người, đặc biệt là những người trong không gian có chứa và các tòa nhà. Ngược lại, trong cuộc tấn công này, nhiều người đã chết bên ngoài. Họ bị ảnh hưởng từ việc phát chứng đồng tử co nhỏ như đầu đinh ghim do các chất thần kinh và những chất độc khác.

## Đáp trả bằng quân sự
Vào sáng ngày 7 tháng 4 năm 2017, Hoa Kỳ đã phóng 59 tên lửa hành trình vào một sân bay Syria gần Shayrat, được cho là căn cứ máy bay đã thi hành vụ tấn công hóa học. Trái ngược với cuộc không kích Deir ez-Zor vào tháng 9 năm 2016 chung với các đồng minh khác, đây là một hành động đơn phương và cũng là cuộc tấn công cố ý đầu tiên chống lại chính phủ Syria 
Cuốc tấn công của Mỹ vào Syria này được cho là cú đánh phủ đầu nhằm gây sức ép trước cuộc đàm phán với Chủ tịch Trung Quốc Tập Cận Bình, đang viếng thăm Mỹ, về vấn đề Triều Tiên. Sau 20 năm nỗ lực ngoại giao Triều Tiên vẫn chưa chịu từ bỏ vũ khí hạt nhân.